# Elecciones parlamentarias de Santo Tomé y Príncipe de 1998
Las elecciones parlamentarias de Santo Tomé y Príncipe se llevaron a cabo el 8 de noviembre de 1998 para escoger a los 55 miembros de la Asamblea Nacional. Fueron atrasadas un mes por decreto del presidente Miguel Trovoada. El resultado fue una victoria para el gobernante Movimiento para la Liberación de Santo Tomé y Príncipe / Partido Social Demócrata, que obtuvo 31 de los 55 escaños, obteniendo una mayoría absoluta que le permitió gobernar solo. A pesar de que desde mayo de ese año Manuel Pinto da Costa era de nuevo líder del partido, Guilherme Posser da Costa fue nombrado Primer ministro. La participación electoral fue del 64%.

## Antecedentes
Las elecciones de la Asamblea Nacional de 1998 se programaron originalmente para finales de septiembre o principios de octubre, y se hicieron notables progresos en el registro de votantes. El 1 de septiembre, sin embargo, el presidente Miguel Trovoada emitió un decreto de ajuste de la fecha de votación al 8 de noviembre. Nueve partidos políticos presentaron listas, entre ellos los tres partidos de la legislatura saliente: el Movimiento para la Liberación de Santo Tomé y Príncipe / Partido Social Demócrata, el Partido Convergencia Democrática-Grupo de Reflexión, y Acción Democrática Independiente. El primero y el último gobernaban en coalición desde 1994, puesto que ningún partido había obtenido mayoría absoluta en las anteriores elecciones.

## Campaña
La campaña se inició formalmente el 22 de octubre y finalizó el 6 de noviembre. Esta se centró esencialmente en la explotación de las reservas de petróleo en alta mar, y en la entrada de Santo Tomé y Príncipe en la zona del franco. Raul Bragança declaró que su partido había devuelto la estabilidad política tras la transición y había logrado grandes mejoras económicas para la población, habiendo pasado el país una sucesión de gobiernos débiles y un intento de golpe militar. El PCD-GR, dirigido por Alda Bandeira, afirmó que, si el partido ganaba las elecciones, trataría de establecer un gobierno de coalición para garantizar la continuidad de dicha estabilidad.

## Resultados
El día de la votación fue supervisado por observadores internacionales. Los resultados finales dieron la mayoría absoluta (31 escaños) al izquierdista MLSTP-PSD, que había caído por debajo de este borde por un solo asiento en 1994. En este contexto, Acción Democrática Independiente denunció supuestas irregularidades en el proceso de votación, que no fueron comprobadas. Los vencedores rápidamente anunciaron que su prioridad sería la de reorganizar la economía y así aliviar la pobreza generalizada que sufre la nación.
El 30 de diciembre, el presidente Trovoada nombró al ex canciller Guilherme Posser da Costa (MLSTP) como primer ministro; él y el nuevo gabinete prestaron juramento el 5 de enero de 1999.
| Partidos                                                                          | Votos  | %    | Escaños | +/-   |
| --------------------------------------------------------------------------------- | ------ | ---- | ------- | ----- |
| Movimiento para la Liberación de Santo Tomé y Príncipe / Partido Social Demócrata | 14.785 | 50.8 | 31      | +4    |
| Acción Democrática Independiente                                                  | 8.222  | 28.3 | 16      | +2    |
| Partido Convergencia Democrática-Grupo de Reflexión                               | 4.667  | 16.0 | 8       | -6    |
| Coalición Democrática de la Oposición                                             | 483    | 1.7  | 0       | 0     |
| Unión Nacional por la Democracia y el Progreso                                    | 363    | 1.2  | 0       | Nuevo |
| Partido del Progreso del Pueblo                                                   | 334    | 1.1  | 0       | Nuevo |
| Alianza Popular                                                                   | 183    | 0.6  | 0       | 0     |
| Frente Demócrata Cristiano                                                        | 156    | 0.5  | 0       | 0     |
| Votos en blanco/anulados                                                          | 2.951  | -    | -       | -     |
| Total                                                                             | 32,024 | 100  | 55      | 0     |